# Henri Gaspard de Schaller
Pour les articles homonymes, voir Schaller.
Henri Gaspard de Schaller, ou Henri Schaller, né le 8 octobre 1828 à Versailles (France) et mort le 18 mai 1900 à Fribourg, est une personnalité politique suisse.
Il est membre du Conseil d'État du canton de Fribourg de 1858 à 1900, à la tête de la Direction de l'instruction publique puis de celle de la police, du Conseil des États de 1870 à 1896 puis du Conseil national jusqu'en 1900.